# Emma Ania

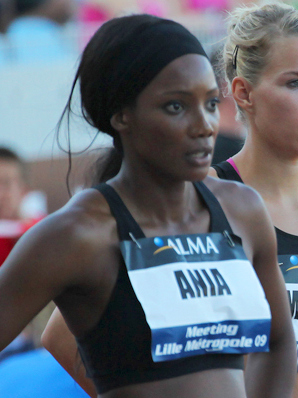
Emma Ania (2009)

Emma Ania (Emma Iwebunor Ania; * 7. Februar 1980 im London Borough of Islington) ist eine britische Sprinterin.
Bei den Weltmeisterschaften 2005 in Helsinki erreichte sie über 100 Meter das Viertelfinale. 2006 wurde sie bei den Commonwealth Games in Manchester Achte über 100 Meter und gewann mit dem englischen Team Silber in der 4-mal-100-Meter-Staffel. Bei den Europameisterschaften in Göteborg folgte eine weitere Silbermedaille mit der britischen 4-mal-100-Meter-Stafette.
Bei den Olympischen Spielen 2008 in Peking gehörte sie zur britischen 4-mal-100-Meter-Stafette, die im Finale wegen eines Wechselfehlers nicht das Ziel erreichte. 2009 kam sie mit dem britischen Staffel-Team bei den Weltmeisterschaften in Berlin auf den sechsten Platz.

## Persönliche Bestzeiten
- 60 m (Halle): 7,24 s, 27. Februar 2008, Tampere
- 100 m: 11,21 s, 6. Juni 2008, Turin
- 200 m: 23,25 s, 18. Juli 2008, Cagliari